# BMW M4
De BMW M4 is een model van de Duitse autoproducent BMW. De M4 is de sportieve versie van de 4-serie en is een M GmbH-product.

## Eerste generatie (2014-2020)

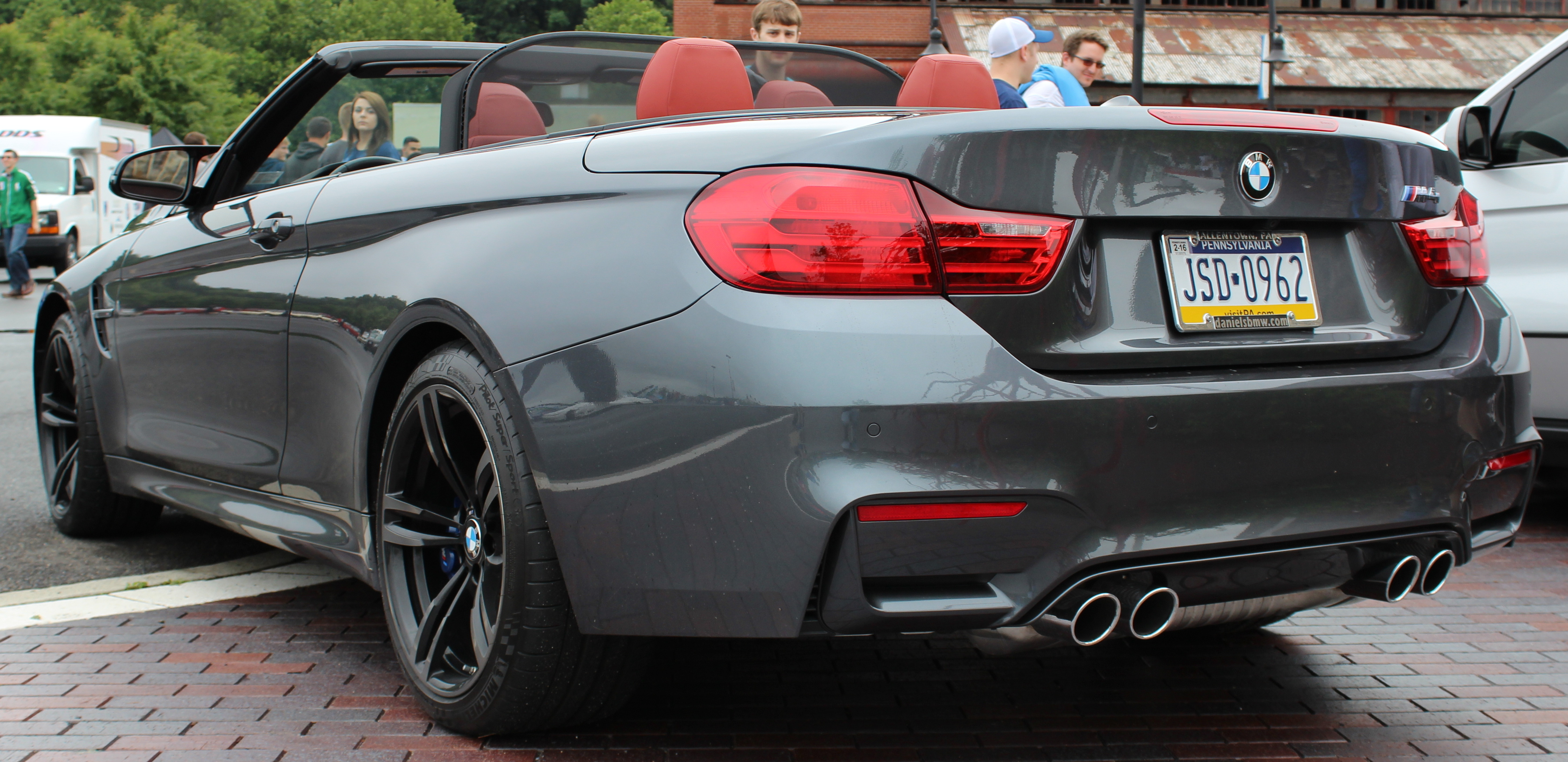

De M4 debuteerde op Goodwood en kwam in de loop van 2014 op de markt. De M3 en M4 keren weer terug naar een zescilinder lijnmotor, ditmaal voor het eerst met turbo's. Het blok levert 431 pk tussen 5390 en 7000 tpm en 550 Nm tussen 1800 en 5390 tpm. Het voordeel zit in de gewichtsbesparing; de M4 is zo'n 80 kg lichter dan zijn voorganger. Ook door gebruik van lichte materialen, zo is er koolstofversterkt plastic (carbon fibre reinforced plastic; CFRP) gebruikt in onder andere de aandrijfas en achterklep en is het dak van koolstofvezel, wat voor een gewichtsbesparing van 6 kg zorgt en het zwaartepunt verlaagt. Het gewicht bedraagt nu 1485 kg of 1500 kg met automaat. De cabriolet-versie weegt 1725 kg. De M4 heeft elektronische stuurbekrachtiging, voor het eerst in een BMW M-model. Er zijn ook betere remmen met blauwe remklauwen en optioneel keramische remschijven met goudkleurige remklauwen. Met handmatige versnelling duurt de sprint van 0 naar 100 km/u 4,3 seconden, de automaat met 'launch control' doet daar 4,1 seconden over. De cabriolet doet er 4,6 of 4,4 seconden over. De topsnelheid is zoals altijd begrensd op 250 km/u, maar kan optioneel naar 280 km/u worden verhoogd.

### Uiterlijk
De BMW M4 heeft aangepaste bumpers voor betere aerodynamica en achter vier gecentreerde uitlaten. Standaard staat de M4 op 18 inch lichtmetalen velgen, 19 inch is optioneel. In het interieur zijn er sportstoelen en koolstofvezel elementen. De luidsprekers versterken het geluid van de motor in de auto.

### Varianten

#### M4 GTS

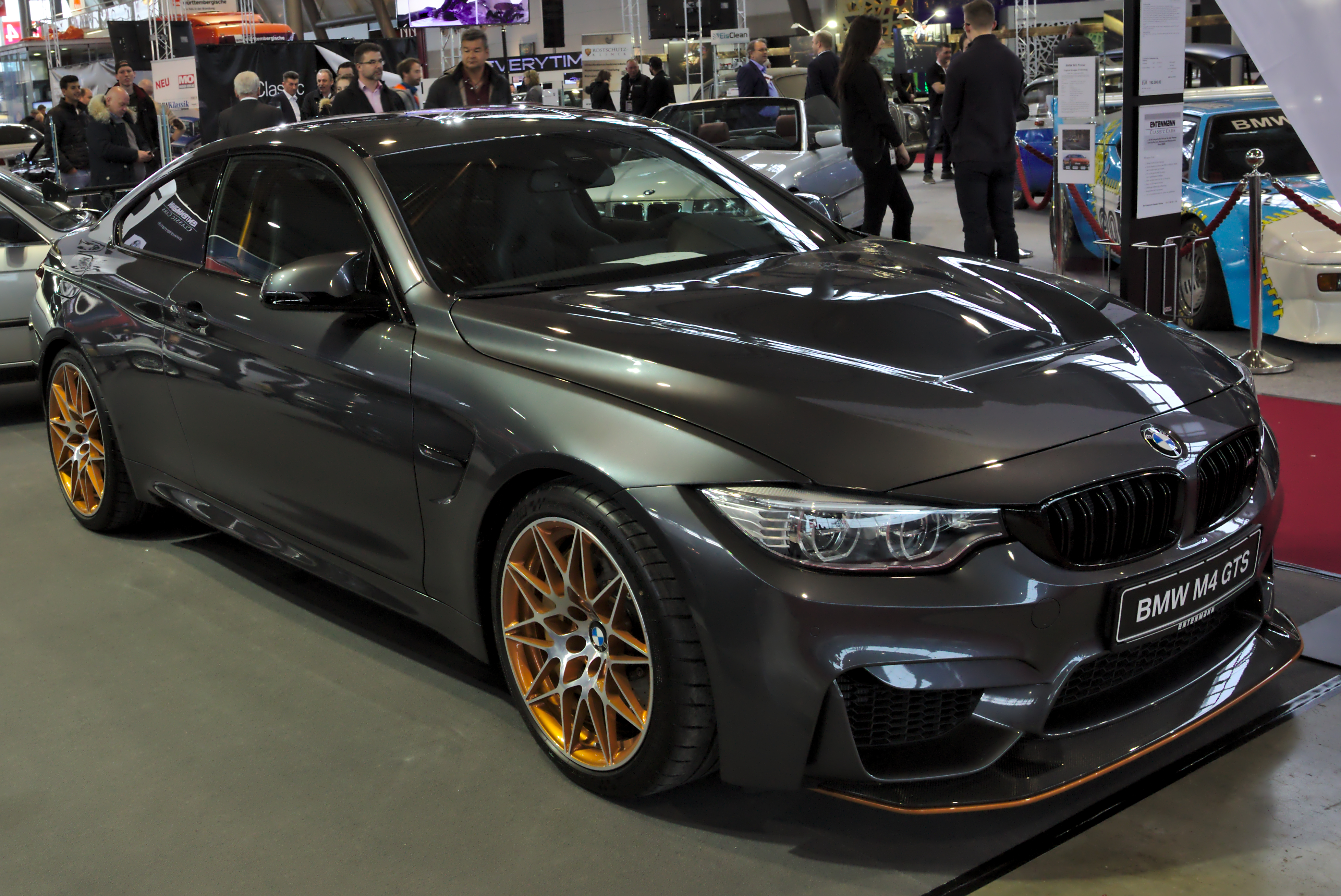
BMW M4 GTS

Op 7 oktober 2015 werd na lang wachten de M4 GTS gepresenteerd. Dit is een circuitversie van de M4 waar er 700 van gebouwd zijn. Het meest opvallende is dat de motor waterinjectie heeft gekregen, wat het vermogen naar 500 pk brengt. De M4 GTS heeft altijd de automaat en heeft ook een forse gewichtsreductie ondergaan. Er is nog meer CFRP gebruikt, onder andere voor de voorsplitter, de motorkap, de versteviging achter het dashboard, het dakpaneel en de diffusor. Ook is er geen achterbank, maar een van ditzelfde materiaal vervaardigde rolkooi. Verder zijn de voorstoelen van koolstofvezel die twee maal minder wegen dan die in de reguliere M4. In het exterieur valt de achterspoiler op, wederom gemaakt van CRFP. Ook heeft de M4 GTS unieke bronzen wielen, voor 19 inch en achter 20 inch groot. Daarachter zitten standaard keramische remmen. Verder beschikt de M4 GTS over OLED-achterlichten, wat het de eerste productieauto maakt die over deze techniek beschikt. De resultaten van dit alles zijn een sprint van 0–100 km/u in 3,8 seconden en de topsnelheid is nu 305 km/u. Ook is de rondetijd op de Nürburgring Nordschleife bekendgemaakt, 7:28 minuten. Dit is 24 seconden sneller dan de normale M4.

#### Competition Package
In januari 2016 kwam er een Competition Package voor zowel de M3 als de M4. Dit houdt in dat de motor 19 pk extra levert voor een totaal van 450 pk. Dit zorgt voor een sprinttijd met automaat in 4,0 seconden voor de Coupe en 4,3 voor de Cabriolet. Verder is het onderstel aangepast, met nieuwe veren, dempers en stabilisatorstangen en anders afgestelde rijmodi. Uiterlijk verschil is er in de vorm van zwarte elementen en dezelfde 20 inch wielen als de M4 GTS heeft, maar dan niet in het brons.

#### M4 CS

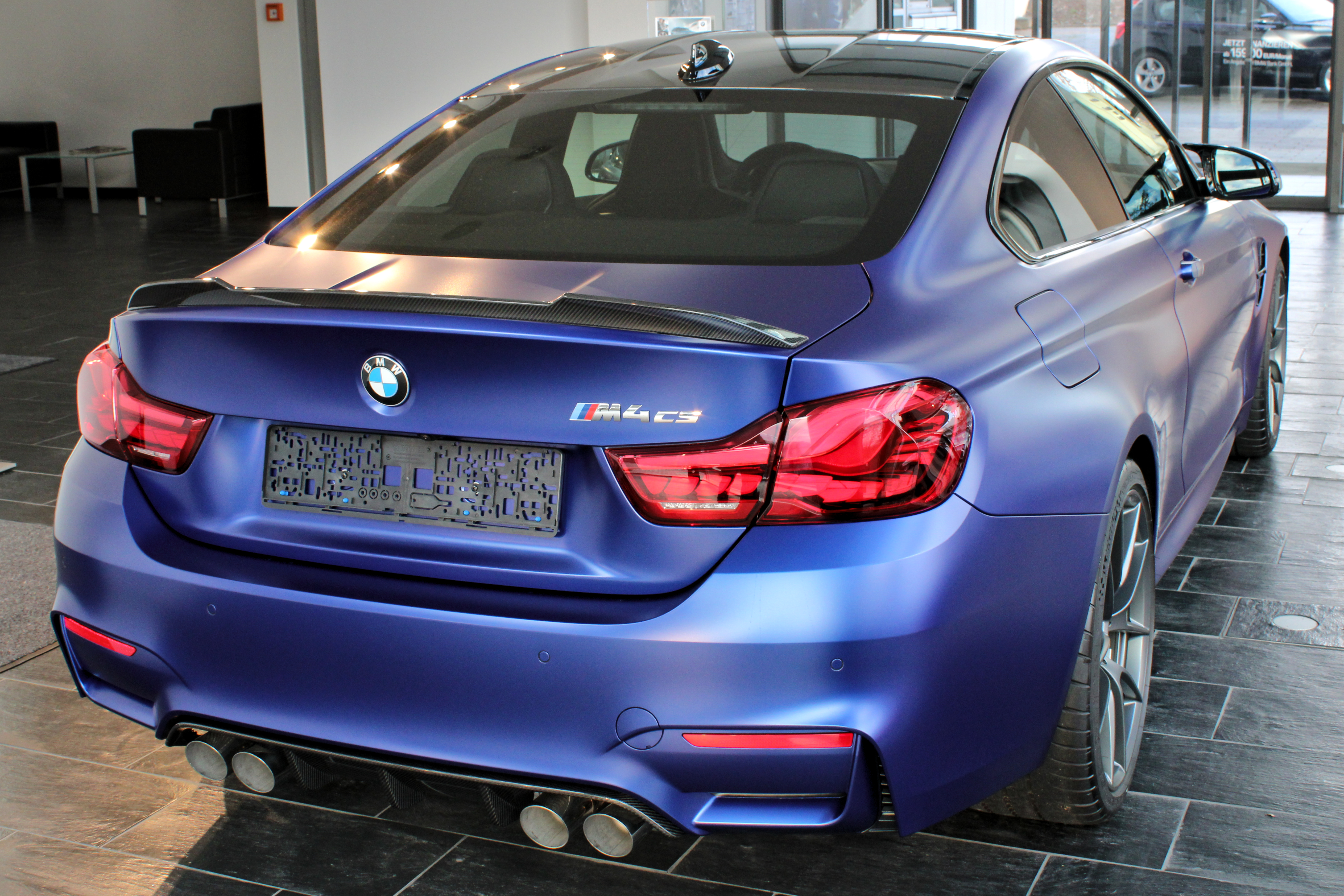
BMW M4 CS

De gefacelifte 4-serie kwam ook als M4 CS. Dit is een krachtiger versie van de M4 met 460 pk. Hij heeft standaard de automaat en sprint van 0–100 km/u in 3,9 seconden en heeft standaard een begrensde topsnelheid van 280 km/u. Ook M Dynamic Mode en het adaptieve M-onderstel zijn standaard. De velgen zijn voor 19 inch en achter 20 inch en daaromheen zitten standaard Michelin Pilot Sport Cup 2 banden. Er zijn ook minder extreme Michelin Sport-banden verkrijgbaar. In het interieur zijn er met leer en alcantara beklede stoelen en lusjes als deurhendels. De M4 CS doet de Nordschleife in 7:38 minuten.

## Tweede generatie (2020+)
In september 2020 onthulde BMW de tweede generatie BMW M4. Hij evolueerde sterk in vergelijking met zijn voorganger door een nieuwe grille toe te passen. Net als de vorige generatie is hij uitgerust met een 3-liter zescilinder-in-lijn met turbocompressor. Hij ontwikkelt 480 pk en tot 510 pk in zijn competitieversie. BMW biedt een handgeschakelde zesversnellingsbak of een achttrapsautomaat (koppelomvormer). BMW introduceert voor het eerst op de M4 een versie met vierwielaandrijving. Deze vierwielaandrijving, M Xdrive genaamd, maakt voortstuwing mogelijk.
De eerste exemplaren werden in november 2020 geassembleerd, met wereldwijde leveringen vanaf begin 2021.

## Motorsport

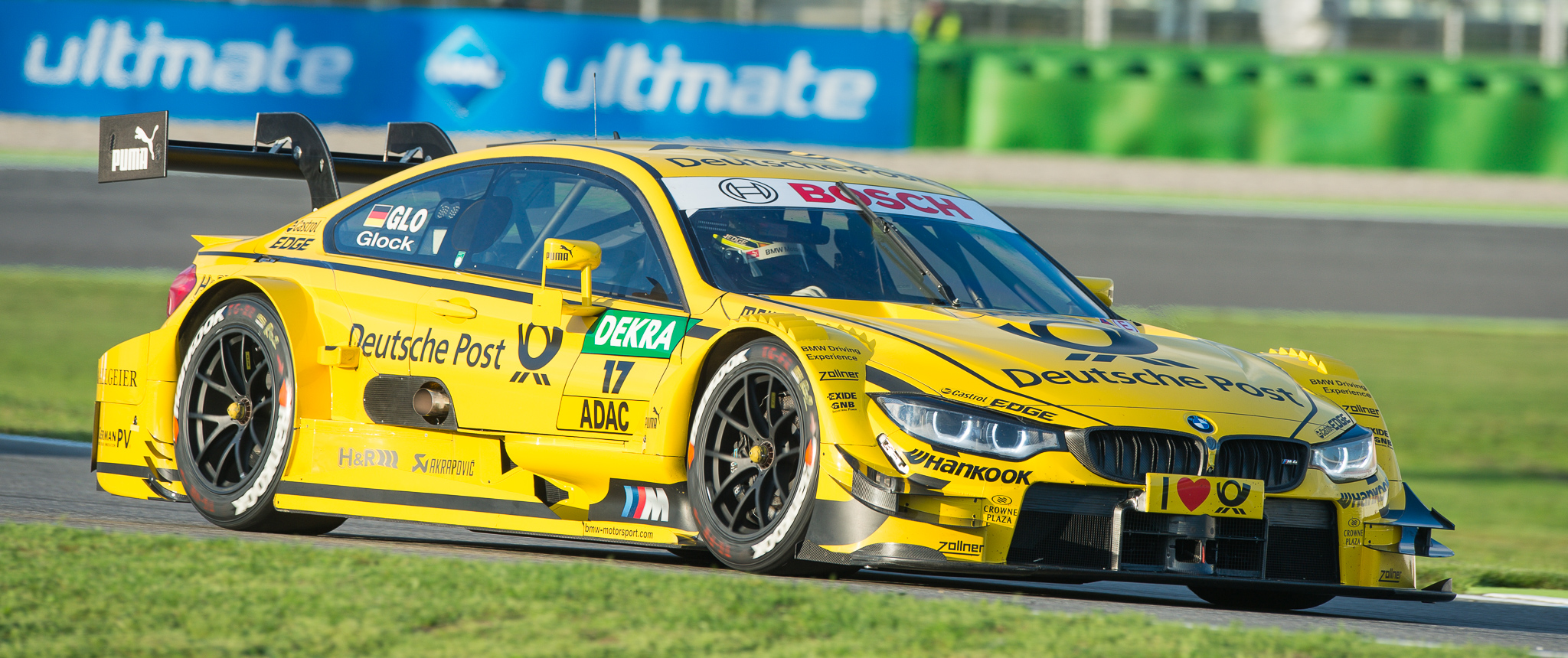
BMW M4 DTM in 2014

In 2014 werd de BMW M3 Coupe DTM vervangen door de BMW M4 DTM om uit te komen in de Deutsche Tourenwagen-Masters. Net als diens voorganger werd de M4 DTM direct in het eerste seizoen kampioen, met Marco Wittmann achter het stuur. Deze herhaalde dat vervolgens in 2016. Verder werd BMW in 2015 kampioen bij de constructeurs. De BMW M4 maakt gebruik van een atmosferische 4,0 liter V8 die ruim 500 pk levert.